# Kidō Senshi Gundam: Giren no Yabō - Axis no Kyōi
Kidō Senshi Gundam: Giren no Yabō - Axis no Kyōi (機動戦士ガンダム ギレンの野望 アクシズの脅威) est un jeu vidéo de stratégie développé et édité par Namco Bandai Games en février 2008 sur PlayStation Portable. C'est une adaptation en jeu vidéo de la série basée sur l'anime Mobile Suit Gundam. C'est le quatrième opus d'une série de cinq jeux vidéo,.

## Série
1. Kidō Senshi Gundam: Giren no Yabō : 1998, Saturn, WonderSwan Color
1.5.  Kidō Senshi Gundam: Giren no Yabō - Kōryaku Shireisho : 1998, Saturn
2. Kidō Senshi Gundam: Giren no Yabō - Zeon no Keifu : 2000, Dreamcast, PlayStation, 2005 : PlayStation Portable
3. Kidō Senshi Gundam: Giren no Yabō - Zeon Dokuritsu Sensōden - Kōryaku Shireisho : 2003, PlayStation 2
4. Kidō Senshi Gundam: Giren no Yabō - Axis no Kyōi
5. Kidō Senshi Gundam: Giren no Yabō - Axis no Kyōi V : 2009 : PlayStation Portable